# 晁公武
晁公武（1101年—1180年），字子止，號昭德先生。钜野（今山东巨野县）人。南宋目录学家、藏书家。

## 生平
出身世宦家族，七世祖晁迥官至礼部尚书。再從父晁補之，从父晁說之，均为著名学者。晁沖之之子。徽宗建中靖國元年（1101年）出生。金人南侵，舉家避難四川，定居嘉定（今樂山），家藏书，在战乱中损失殆尽。紹興二年（1132年），登進士第。公武後來成為四川轉運使井度的屬官，紹興十七年知恭州（今重慶），又知榮州（今四川榮縣）、合州（今重慶合川）、泸州（今四川泸州），隆兴初年（1163年），入为吏部郎中、监察御史。隆兴二年（1164年）兼枢密院检详文字，侍御史。乾道四年（1168年），以敷文阁待制为四川安抚制置使。乾道五年（1169年），在四川重建广惠仓，赈济饥民。累官至吏部侍郎。
晁公武曾大力協助南阳井度寫書、刻書和校書。井度好藏書，“歷二十年，所有甚富”，晚年以五十篋藏書贈送公武，連同晁公家藏，“除其重复，得二万四千五百卷有奇”，绍兴二十一年，又在知荣州任上，利用闲暇之餘，“日夕躬以朱黄，雠校舛误，终篇辄撮其大旨论之”，完成《郡齋讀書志》初稿，晚年定居四川嘉定府符文乡，建有“郡齋”藏書處，不斷進行修订和补充。目录学家陈振孙稱此書：“其所发明，有足观者。”另著有《易诂训传》18卷、《尚书诂训传》46卷、《毛诗诂训传》20卷、《中庸大传》1卷、《春秋诂训传》30卷、《石经考异》1卷、《稽古后录》35卷、《通鉴评》10卷、《老子通述》2卷、《昭德堂稿》60卷、《嵩高樵唱》2卷等。